# 도후쿠지
도후쿠지(東福寺, とうふくじ)는 일본 교토시 히가시야마구 혼마치 15초메에 위치한 린자이슈 도후쿠지파(臨済宗東福寺派)의 대본산 사원이다. 산호는 에이닛산(慧日山)이며, 본존은 석가여래이다. 중세와 근세를 통틀어 교토오산의 네 번째 선종 사찰로 번영했으며, 근대에 들어 규모가 축소되었음에도 여전히 25개 절의 탑두를 가진 대사찰이다. 한때 높이 5장의 석가여래 좌상을 보유하여 야마시로국에서는 운고지 대불, 호코지 대불에 이어 큰 위용을 자랑하는 대불로 유명했다. 중세에는 "남도(도다이지)의 반불 운고, 운고의 반불 도후쿠", "남도의 사반불" 등으로 일컬어져 높이 16장의 도다이지 대불, 높이 8장의 운고지 대불에 비견되었다.

## 역사

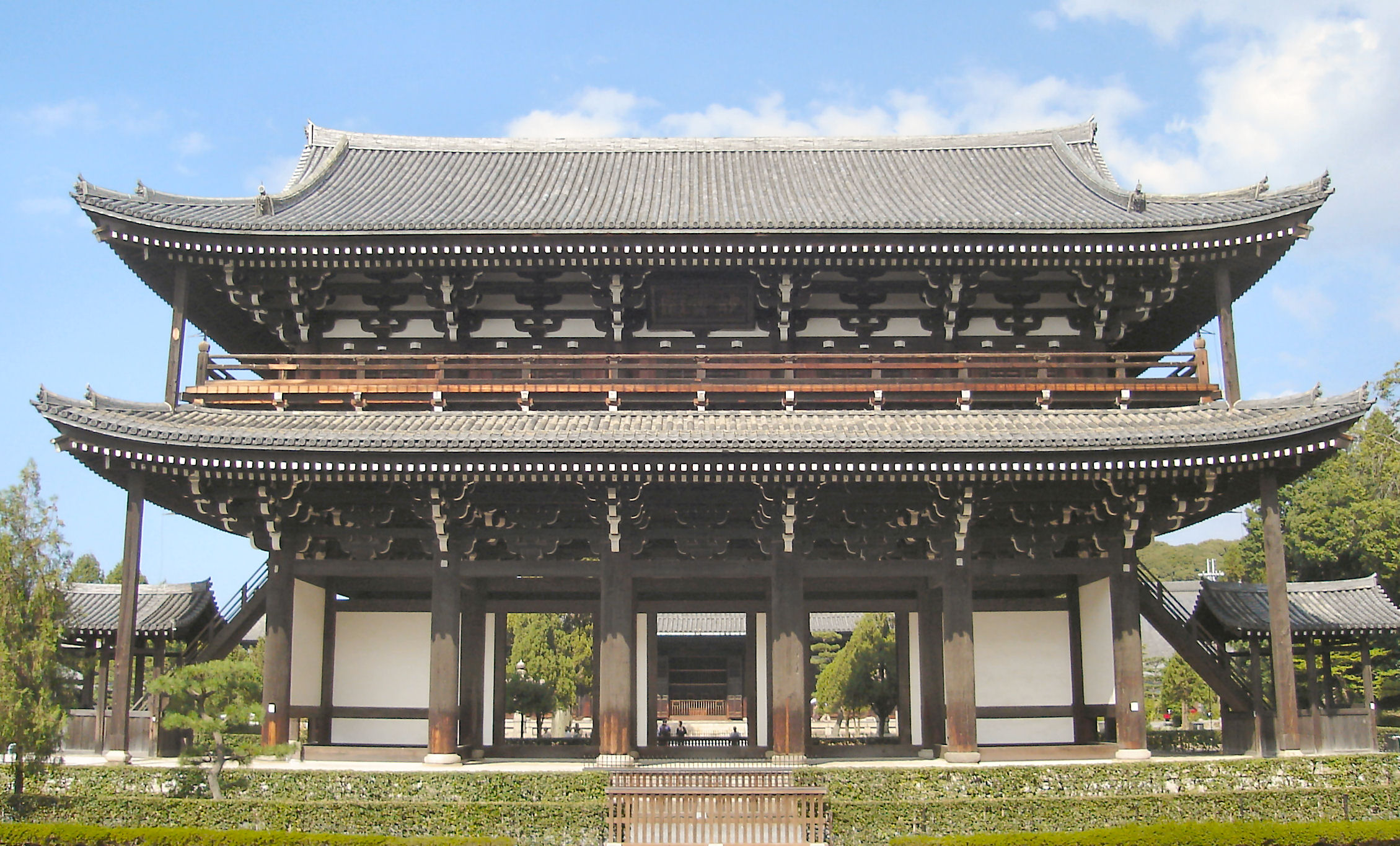
일본의 국보인 도후쿠지 산몬(三門)

도후쿠지는 교토시 히가시야마구의 동남쪽 끝, 후시미구와의 경계에 위치하며, 동쪽에는 센뉴지(泉涌寺)가 있다. 이 지역에는 엔초 2년(924년)에 후지와라 다다히라가 세운 후지와라 씨의 씨사(氏寺)인 호쇼지(法性寺)의 거대한 가람이 있었다. 가테이 2년(1236년), 섭정 구조 미치이에(九条道家)는 구조 가문의 보리사(菩提寺)로서 이곳에 높이 5장(약 15미터)의 석가여래상을 안치하는 대사찰을 세울 것을 발원하였으며, 사찰 이름은 나라의 도다이지와 고후쿠지에서 각각 한 글자씩 따서 ‘도후쿠지(東福寺)’라 명명하였다. 겐초 원년(1249년)에 높이 5장의 석가여래상을 안치하는 불전 건설이 엔오 원년(1239년)에 시작되어, 완공은 겐초 7년(1255년)에 이루어졌다.
구조 미치이에는 초대 주지로 당시 송에서 수행을 마치고 귀국한 선승 엔니(円爾, 시호: 성일국사)를 초빙하였다. 엔니는 스루가국 도치사와(현재 시즈오카시 아오이구) 출신으로, 가테이 원년(1235년)에 송나라로 건너가 경산사(徑山寺)의 고승 무준사범(無準師範)의 문하에 입문하여 인가(법을 계승받았다는 증명)를 얻고, 닌지 2년(1241년)에 일본으로 귀국하였다. 귀국 후 엔니는 처음에는 큐슈 하카타의 쇼텐지(承天寺)에 머물렀으나, 이 절에 천태종 승려들이 불을 지르자 구조 미치이에의 도움을 받아 상경하여 간겐 원년(1243년)에 도후쿠지의 초대 주지로 부임하였다.
이렇게 하여 도후쿠지는 천태・진언・선종의 삼종을 겸하여 배우는 사원으로서 건설이 진행되었으나, 공사는 30년 이상에 걸쳐 계속되어 법당(현재 사원의 강당에 해당하는)이 완성된 것은 분에이 10년(1273년)이었다. 이로써 오층탑을 포함한 대가람이 완성되었지만, 겐오 원년(1319년) 2월에 발생한 대화재로 인해 가람이 전소되었으며, 높이 5장의 본존인 석가여래상도 소실되었다.
1976년에는 대한민국 전라남도 신안군 지도읍 도덕도 앞바다의 신안 해저유물 매장해역에서 다량의 화물을 실은 배가 발견되어 인양되었다. 화물에 포함된 목간 중에는 ‘도후쿠지’와 ‘10관 공용’ 등의 글자가 보였기 때문에, 이 배는 소실된 도후쿠지의 재건 비용을 명목으로 하여 가마쿠라 막부가 승인한 중국과의 무역선이었을 것으로 추정되고 있다.
이처럼 재건이 이루어졌으나, 겐무 원년(1334년) 1월에는 또다시 방장이 소실되었다. 그러나 같은 해 도후쿠지는 교토 오산(京都五山)에 포함되었다. 엔겐 원년(1336년) 8월에는 병화로 인해 임시 불전이 소실되었으나, 같은 8월 중에 재건이 시작되었다. 높이 5장의 본존 석가여래상도 다시 세워졌으며, 무로마치 막부의 지원으로 인해 조와 3년(1346년) 6월에는 전 관백인 이치조 쓰네미치에 의해 불전의 상량식이 거행되었다. 이때 도후쿠지는 겸학 사원이 아니라 선사로서 부흥되었다.
간노 2년(1351년)에 도후쿠지는 남조 고무라카미 천황의 기원소가 되었다. 이후로 도후쿠지는 ‘신대불사(新大仏寺)’라고도 불리며 번성하였다. 시토쿠 3년(1386년)에는 법당이 재건되었고, 교토쿠 3년(1454년)에는 삼층탑이 세워졌다. 무로마치 시대에는 아시카가 요시모치에 의해 수리가 이루어졌다.
분메이 2년(1470년)에는 오닌의 난으로 인해 일부 탑두(塔頭)가 소실되었다. 다이에이 6년(1526년)에도 소실되었으나, 덴쇼 연간(1573년 - 1593년)에 도요토미 히데요시가 사찰 영지 1854석의 소유권을 이전받아 재건이 이루어졌다. 이후 에도 시대에는 도쿠가와 이에야스와 도쿠가와 이에미츠에 의해 수리가 이루어졌다.
메이지 시대에 들어와 신불분리령이 내려지자, 약 70개에 달하던 탑두가 25개로 줄어들었다. 1881년(메이지 14년) 12월 16일 오후 8시에 누군가의 방화로 발생한 대화재로 불전, 높이 5장의 본존 석가여래상, 법당, 방장, 고리(庫裏) 등 주요 건물이 소실되었다. 현재 도후쿠지에는 거대한 불상의 손이 보관되어 있는데, 구 본존상의 왼손 부분만이 메이지시대 대화재 당시 구출된 것으로 추정되고 있다.
러일 전쟁 당시에는 절의 영역이 접수되어 러시아군 포로를 수용하는 포로수용소로 사용되었다.
1917년(다이쇼 6년)부터 불전과 법당을 겸하는 본당이 건설되었고, 탑두(塔頭)인 만주지(万寿寺)에서 석가여래상을 옮겨 본존으로 모셔 1934년(쇼와 9년)에 완공되었다. 현재의 본당, 방장, 고리 등은 메이지 이후 재건된 것이지만, 국보인 산문(三門)을 비롯해 동사(東司), 욕실, 선당 등은 소실을 면하여 중세의 건물이 그대로 이어지고 있다.
도후쿠지에서는 역대에 걸쳐 많은 명승을 배출하였는데, 『원형석서(元亨釈書)』의 저자인 호칸 시렌(虎関師錬)과 무로마치 시대에 화승으로 활약하며 이후 불화와 수묵화에 큰 영향을 미친 요시야마 묘초(吉山明兆) 등이 유명하다.
경내에는 송나라에서 전해진 ‘통천모미지(通天モミジ)’라 불리는 삼엽 단풍나무 등 다양한 단풍나무가 많다. 원래는 벚나무가 심어져 있었으나 ‘후대에 유흥의 장소가 된다’는 이유로 벌목되고, 대신 단풍나무가 심어진 것이다. 주변 지역은 역사적 풍토 특별보존지구로 지정되어 있다.

## 소실된 불상에 대해

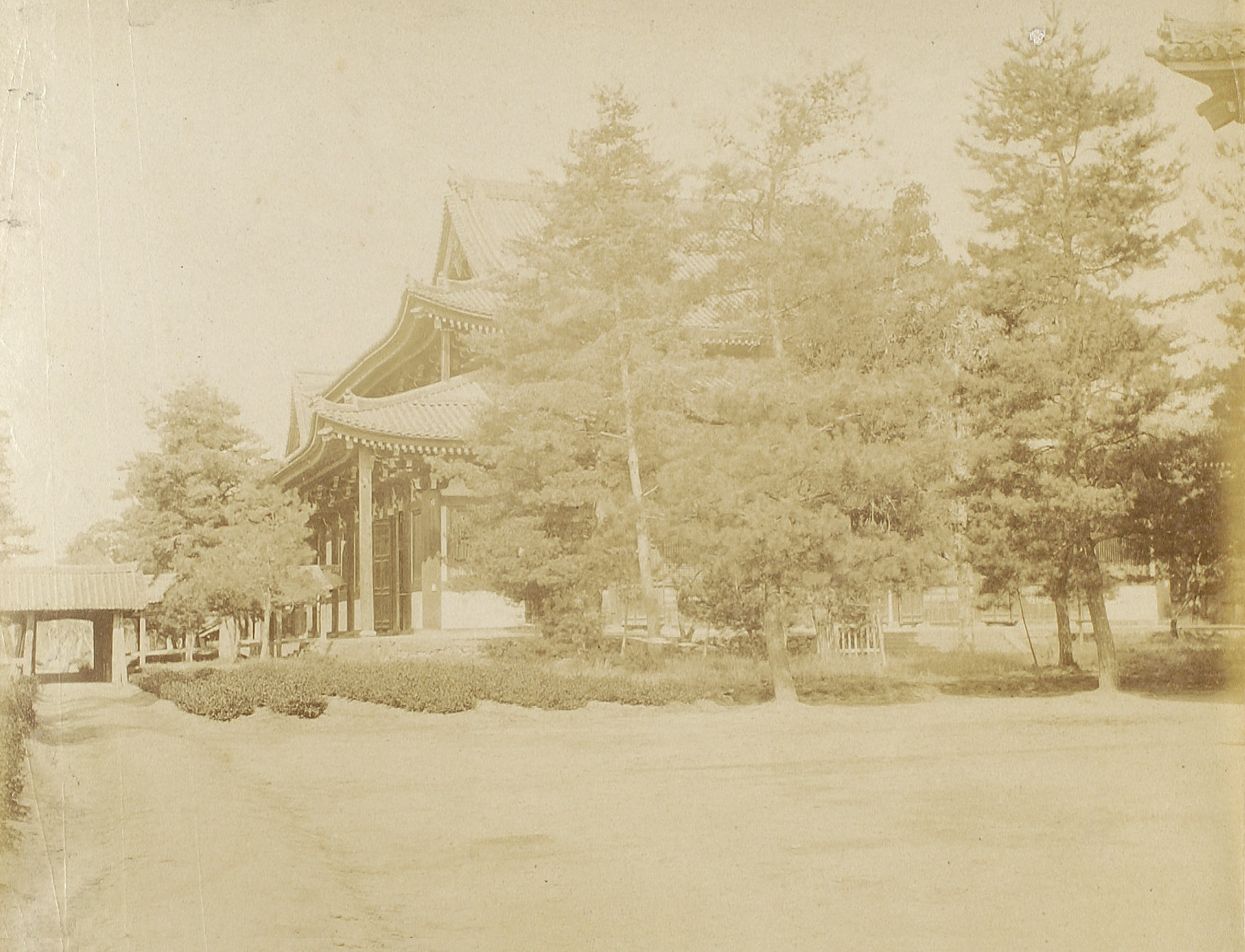
1881년(메이지 14년) 화재로 소실된 불전은 현재 교토부립 교토학・역채관(京の記憶アーカイブ)에 보존된 사진 자료로 확인할 수 있다. 현존하는 삼문(三門)과 마찬가지로, 지붕 끝의 처짐을 방지하기 위해 이른바 '태합주(太閤柱)'가 불전에도 설치되어 있었던 것으로 보인다.

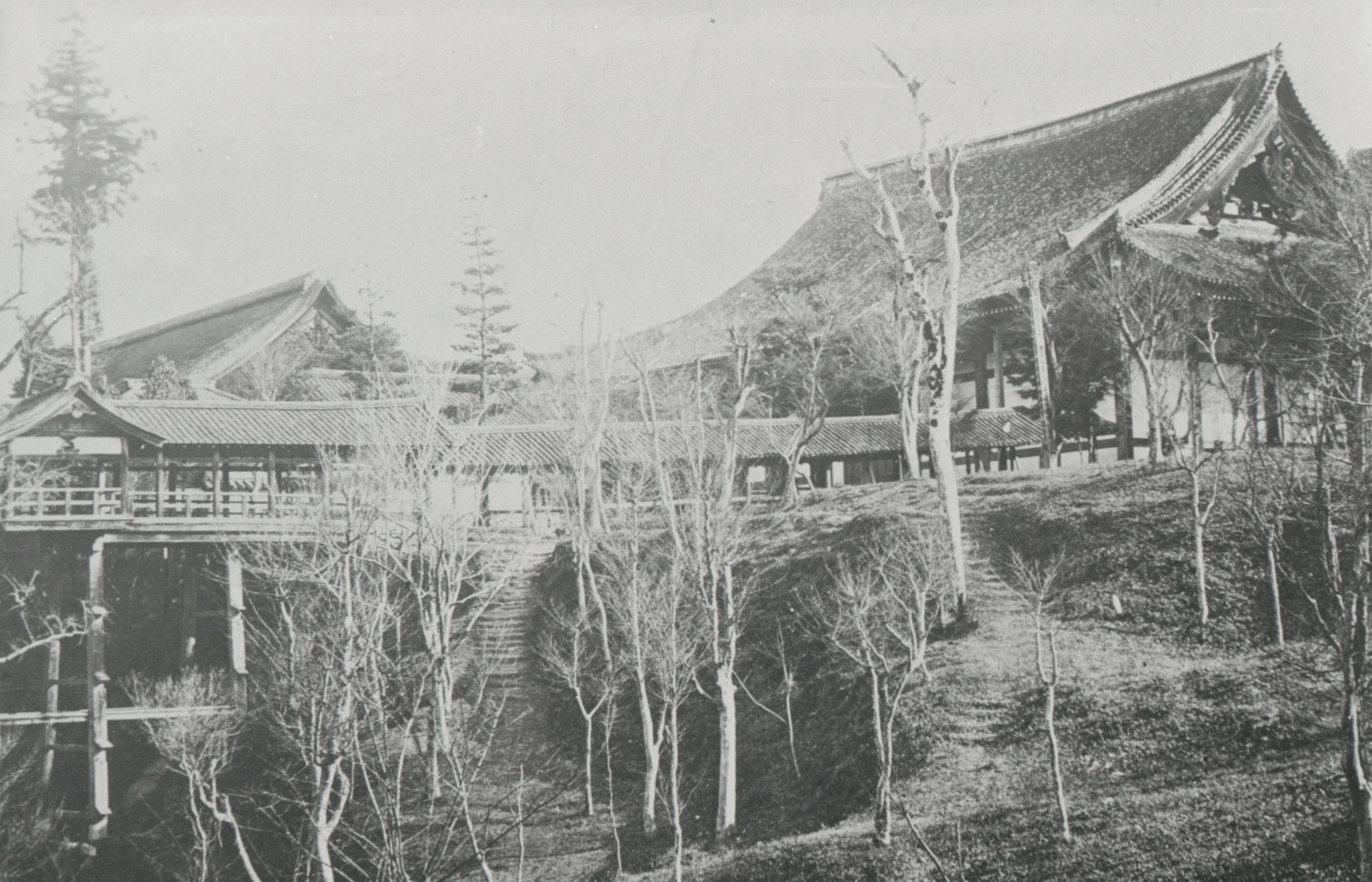
1881년 같은 해에 소실된 것으로 추정되는 법당 건축물도 "교토의 기억 아카이브"에 기록되어 있다.

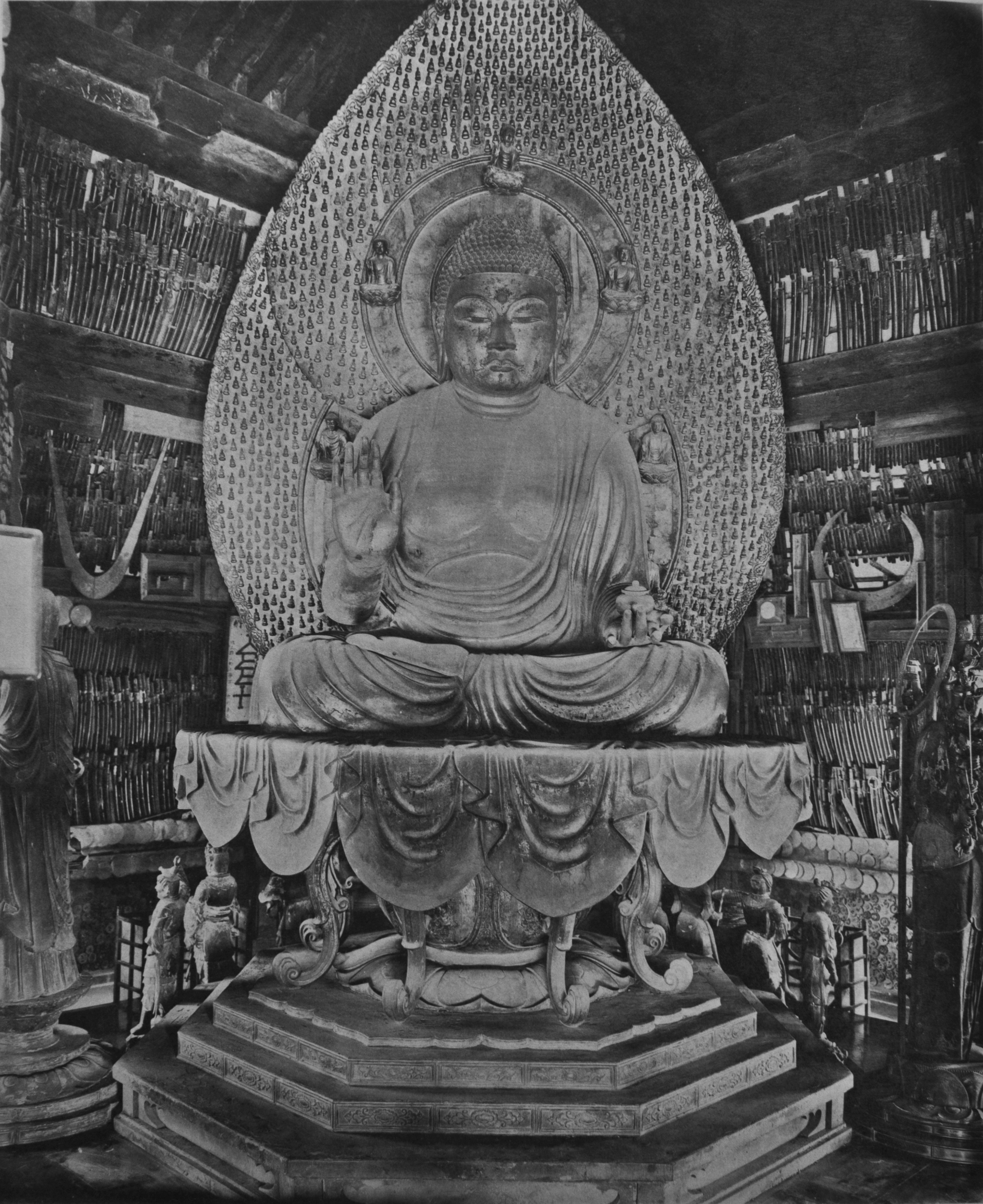
[참고] 천불광배(千仏光背)의 예로는 호류지(法隆寺) 서원당(西円堂)에 안치된 건칠약사여래좌상(乾漆薬師如来坐像)이 있으며, 불상 자체는 8세기 후반에 제작된 것으로 추정되지만, 광배는 이후 보수되어 고안 6년(1283년)에 제작된 것이다.

동복사(東福寺)에는 현재 길이 약 2m에 달하는 거대한 '불수(佛手, 부처의 손)'가 보관되어 있다. 이는 구 본존상의 왼손 부분으로, 1881년 12월 16일 화재 당시 구출된 것으로 추정된다. 이 불수는 창건 시의 본존이 아니라, 14세기에 재건된 본존상의 유물로 여겨진다. 이 불수로 미루어보아 화재로 소실된 구 본존 좌상은 매우 거대한 상이었으며, 『도후쿠지연기(東福寺縁起)』에 따르면 그 높이는 약 5장(丈, 약 15m), 협시 보살상은 2장 5척(약 7.5m)이었다고 한다.
센고쿠 시대에 일본을 방문한 루이스 프로이스는 도후쿠지를 방문하여, 소실된 불전, 구 본존상 및 협시상에 대해 『프로이스 일본사』에 다음과 같은 기록을 남겼다.
동복사라는 매우 고귀하고 오래된 승원이 있다. 이는 매우 크고 화려하며, 모두 목조로 된 세 개의 사원 건축물이 가까운 거리에 세워져 있다. 이 웅장한 건축물들은 굵은 목재 기둥 위에 세워져 있으며, 지면에는 다듬어진 석재가 깔려 있다. 이 중 첫 번째 당우(불전)에는 금으로 도금된 이례적으로 큰 석가상이 있으며, 석가는 바라문식으로 연화 위에 앉아 있다. 이 석가상의 뒤편에는 높이가 더욱 높은 금속판이 있어, 천 개 이상의 작은 불상이 부착되어 있다. 특히, 그중 40개는 모두 금도금되어 있으며, 약 2세 아이보다 약간 큰 크기이다. 또한 석가상보다 약간 작은 협시 보살상이 두 개 있고, 그 주변에는 사천왕(四天王)이라 불리는 거대한 네 개의 상이 있으며, 이들은 천국의 출입구를 지키고 있다.
구 본존상의 5장(약 15m)이라는 높이에 대한 진위 여부에 대해 나가이 노리오와 히키마 토시아키의 논문 「도후쿠지 무로마치 재건 불전의 복원」에서는 실제 높이는 2장 5척(약 7.5m)이었을 가능성이 제기되고 있다. 이 논문은 메이지 시대에 소실된 구 본존상을 안치했던 불전에 대한 복원 검토를 다룬 것으로, 에도 시대에 그려진 그림, 소실 전 촬영된 불전의 고사진, 발굴 조사 성과 등을 바탕으로 복원 작업이 이루어졌다. 논문에서는 불전의 복원을 위해 구 본존상이 건물 내부에 수납될 수 있는 높이와 디자인을 검토하였으며, 그 결과 구 본존상의 높이 5장은 좌상이 일어선 경우를 가정한 크기이며 실제 높이(좌고)는 그 절반인 2장 5척(약 7.5m) 정도였을 것이라는 결론을 내리고 있다.
이와 같은 해석은 현재 남아 있는 불수의 크기와 2장 5척의 좌고를 기준으로 상정되는 구 본존상의 신체 크기가 조화를 이룬다는 점에서 타당성을 갖춘다고 주장하고 있다.
또한, 광배의 높이에 대해서는 불전 내부 공간의 높이 관계(대들보와의 간섭이 없을 정도의 높이)와 『우자견기(愚子見記)』(공장 헤이 마사타카가 저술한 건축서)에 기술된 호코지 대불의 앉은키와 광배 높이의 비율에 대한 설명을 참고하여, 도후쿠지 구 본존상의 광배 높이는 상정되는 상의 높이와의 비율에 따라 약 44척(약 13m) 정도로 추정하고 있다.
이처럼 좌상의 대불 높이를 실제 앉은키가 아닌, 일어섰다고 가정한 신장으로 표기하는 관례는 다른 대불에서도 찾아볼 수 있다. 예를 들어, 도다이지(東大寺) 대불은 16장(약 14.7m로 다소 과장된 높이)이라고 공표되었으며, 호코지(方広寺) 대불은 16장(실제 높이는 6장 3척), 운고지(雲居寺) 대불은 8장(실제 높이는 4장)이라고 공표되었다. 반리 슈큐(万里集九)의 시집 『매화무진장(梅花無尽蔵)』(에이쇼 3년, 1506년)에는 "난토(南都, 동대사)의 절반이 운고지, 운고지의 절반이 도후쿠(東福, 도후쿠지 대불)"라는 표현이 있는데, 이는 도후쿠지 구 본존상의 신장이 동대사 대불의 신장의 1/4이라는 것을 의미한다. 동대사 대불의 공표된 높이가 16장이고, 도후쿠지 구 본존상의 신장이 5장이므로 약 1/4이 된다. 도후쿠지 구 본존상의 신장 5장이 실제 높이가 아닌 일어섰다고 가정한 가상 높이임은 역사학자 모리 카츠미(森克己)도 지적한 바 있다. 또한 일본 역대 불사의 업적을 기록한 『본조 대불사 정류 계보(本朝大仏師正流系図)』에는 건무 3년(建武三年)에 지어진 도후쿠지 본존상의 높이가 2장 5척, 그 양옆의 보살상은 각각 1장 2척 5촌으로 기록되어 있다.
미술사학자 콘다테 켄스케(根立研介)는 구 본존상이 확실히 광배를 지니고 있었다고 주장하고 있다. 그는 구 본존상이 조성된 시대의 불상 양식 및 쇼토쿠 원년(1711년)에 출판된 『야마시로 명승지(山城名勝志)』에 "광배 안에 500구의 화불"이라는 기록을 토대로, 구 본존상의 광배가 무수히 많은 화불로 장식되었을 가능성이 있다고 보고 있다. 이는 이른바 천불광배(千仏光背)로, 구 본존상의 광배 디자인이 옛 도다이지 대불의 광배를 본떠 제작된 것이 아니었을까 추정하고 있다. 도다이지 대불의 광배는 창건 당시 500여 구의 화불로 장식되었으나, 이후 두 번의 재건을 거치며 화불의 수가 점차 줄어 현재는 16구가 남아 있다.
도후쿠지에는 높이 약 85cm의 좌상 3구가 보관되어 있으며, 이들은 뒷면이 평평하고 양쪽 끝에 철환이 부착되어 있다. 이들 좌상이 구 본존상의 광배를 장식했던 중형 화불일 가능성이 있다고 보고 있다. 또한 도후쿠지 탑두인 난묘인(南明院)의 본존상은 도후쿠지 구 본존상 광배의 화불로 전해져 온다. 콘다테는 난묘인의 본존상이 수리가 이루어지며 일부 형상이 변했으나, 앞서 언급한 3구와 유사한 점이 많아 난묘인의 본존상도 구 본존상 광배의 화불일 가능성이 높다고 보고 있다. 한편 소슈쿠인(即宗院)이나 레이겐인(霊源院) 등 도후쿠지의 많은 탑두는 구 본존상이 앉았던 연대(蓮台)의 일부로 전해지는 연판(蓮弁)을 소장하고 있다. 이는 메이지 시대의 화재로 구 본존상이 소실되었을 때, 남은 연판을 기념품으로 도후쿠지 탑두들에 한 장씩 배분했기 때문이라고 전해진다.
구 본존상의 인상으로는, 현존하는 왼손이 '여원인(與願印)'이므로 오른손은 통상적으로 '시무외인(施無畏印)'일 것으로 추정된다.
『야마시로 명승지(山城名勝志)』의 도후쿠지 구 본존상에 대한 소개에는 "석가 미간에 5촌 길이의 비로자나상이 숨겨져 있다"는 기록이 있어, 구 본존상의 미간에 소형의 미간농(眉間籠)이 내장되어 있었음을 알 수 있다. 대불의 미간에 불상을 안치하는 방식은 다른 대불에서도 찾아볼 수 있는데, 예를 들어 호코지 대불은 낙뢰로 소실되었지만 미간농은 현재까지 남아 있다. 또한 『야마시로 명승지』에는 구 본존상의 협시로 관음과 미륵의 두 보살상 및 사천왕상이 불전에 함께 안치되어 있었다는 기록이 있다. 구 본존상의 불수(佛手)와 마찬가지로 협시상 역시 소실을 피한 일부 유물이 도후쿠지에 보관되어 있으며, "어느 조각상의 계(全長 110cm)", "사천왕상 발아래에 있는 사악한 귀신의 일부", "분세이 12년(文政12年, 1829년) 보수 당시 다문천상(多聞天像) 손끝 일부", "보살상의 지물로 추정되는 연줄기 및 수병", "사천왕상의 지물로 추정되는 창의 끝 부분" 등이 바로 그것이다.
히라도번 번주 마쓰우라 세이(松浦清)가 저술한 『갑자야화(甲子夜話)』에는, 도후쿠지의 승려 인종(印宗)이 목격한 1798년(간세이 10년)에 발생한 호코지(方広寺) 대불(교토 대불)의 낙뢰로 인한 소실 과정이 기록되어 있다. 이 기록에는 호코지 대불이 소실됨으로써 도후쿠지 구 본존상이 의도치 않게 교토에서 가장 높은 불상이 되었다는 내용이 언급되어 있다. 인종의 목격담에 따르면, 도후쿠지에서 호코지까지 약 2km 거리가 있어 도후쿠지 경내에서 호코지 대불전이 낙뢰로 인해 불타고 소실되는 모습이 시야에 들어왔기 때문이며, 인종은 며칠 후 대불전의 화재 현장을 방문했다고 한다. 또한 『갑자야화』에는 도후쿠지 불전에 대한 다음과 같은 기술이 있다.
"도후쿠지 불전은 500년 전 구조가(九条家)의 창건으로 지금까지 그대로 남아 있다. 전각은 너비 17칸(間) 남짓하며, 이에 따라 본존의 상 또한 (호코지 대불을 제외하면) 이 본존보다 큰 상은 교토 안에 없다고 전해진다. 또한 이 불전 역시 큰 집이기에, 지붕까지 오르는 계단 사다리가 마련되어 있어 평소에 올라갈 수 있다. 파풍구(破風口)까지 세 번, 네 번을 꺾어 설치된 이 계단은 파풍구에 당문(唐戸)을 세워 두었고, 여기서 지붕 위로 나갈 수 있도록 되어 있다. 이 당문 주변의 기둥 재목에는 사람의 성명을 새긴 흔적이 곳곳에 보이며, 예리한 칼날로 잘라낸 듯한 흔적도 종종 보인다. 또한 산문(山門)의 재목에도 곳곳에 그런 흔적이 남아 있다. 이에 절에 문의하자, 절에서는 '오사카 전투 때 이 절이 관동군의 진지로 사용되어 여러 병사들이 머무는 동안 자신의 칼로 이와 같은 흔적을 남겼다'고 답하였다."
메이지 시대에 소실된 불전의 초석은 불전 기둥의 직경을 짐작할 수 있는 귀중한 자료로서, 현재 재건된 본당(불전 겸 법당) 정면에 있는 향나무 뿌리 주변에 꽃밭처럼 원형으로 아무렇게나 배열되어 놓여 있다.

## 갤러리

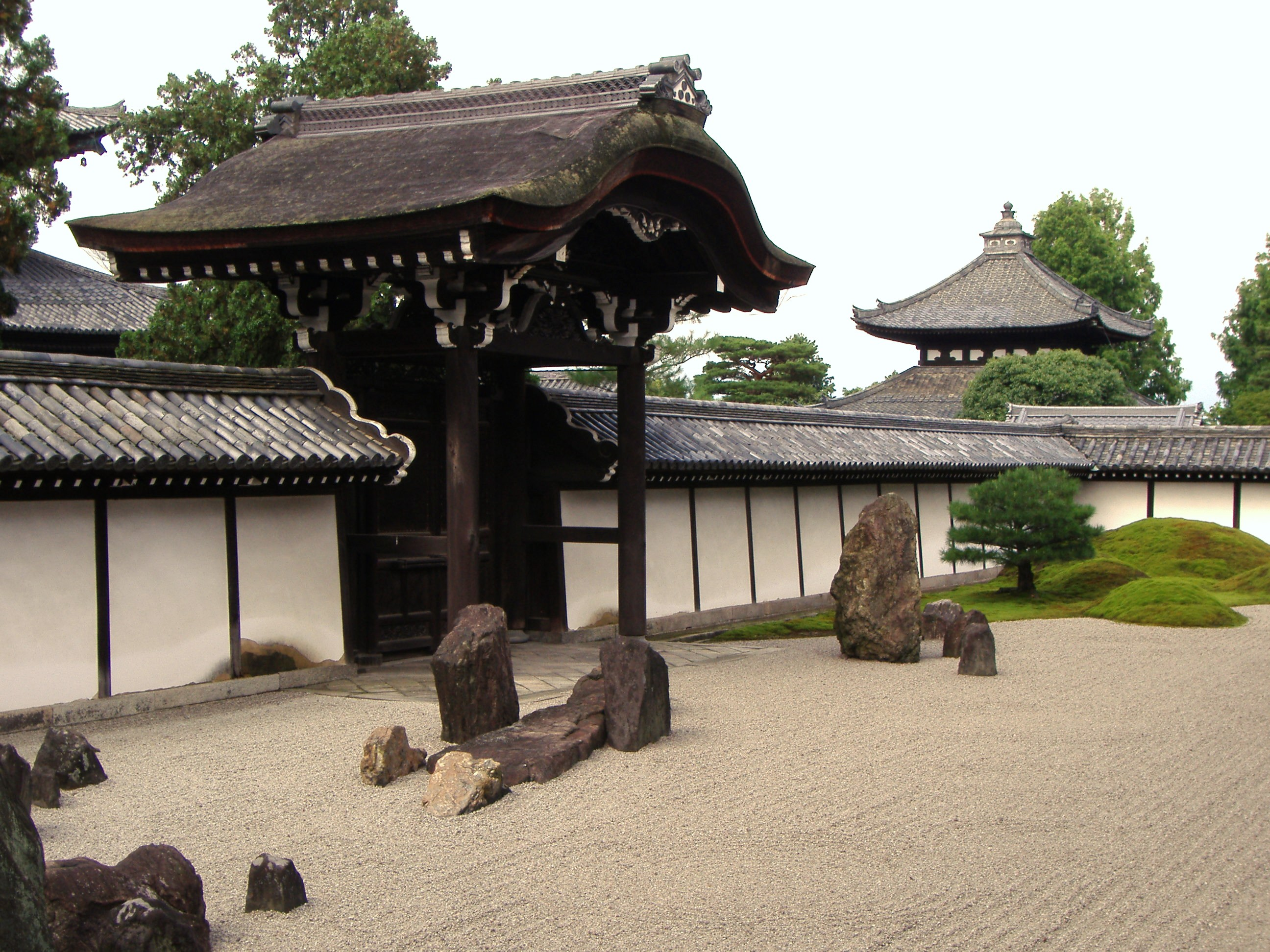
방장 남쪽 정원과 당문 (方丈南庭と唐門)
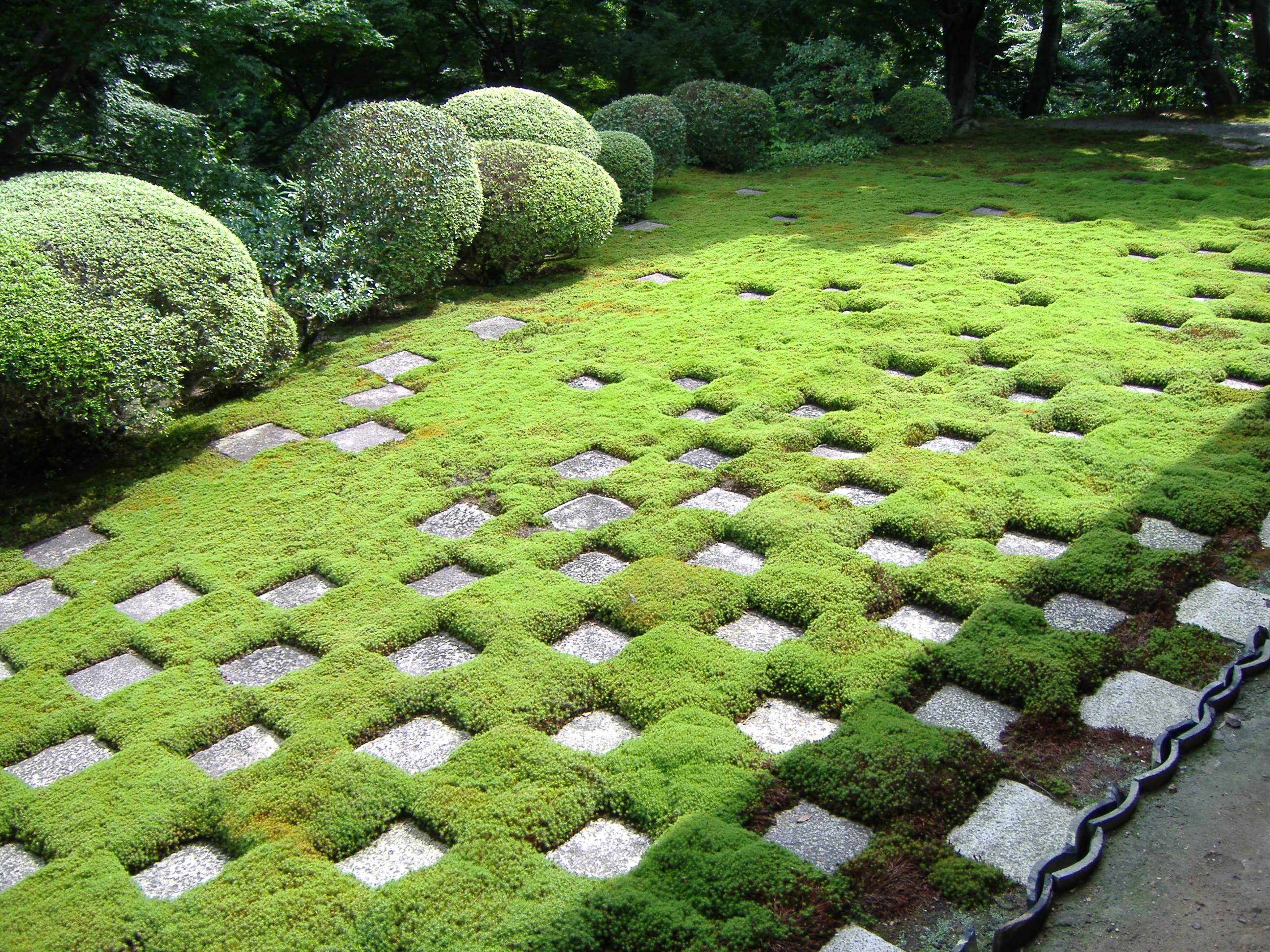
방장 북쪽 정원 (方丈北庭)
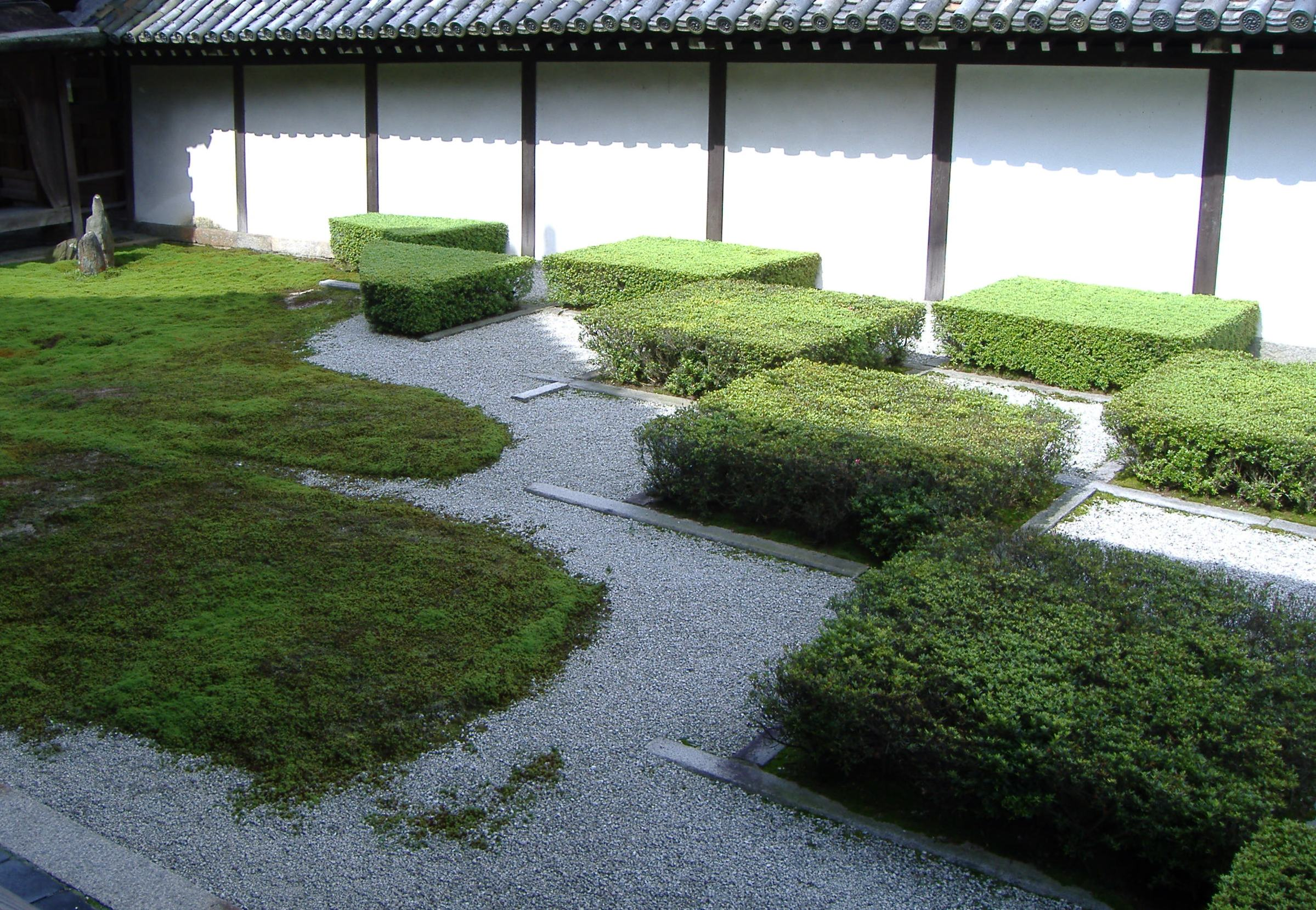
방장 서쪽 정원 (方丈西庭)
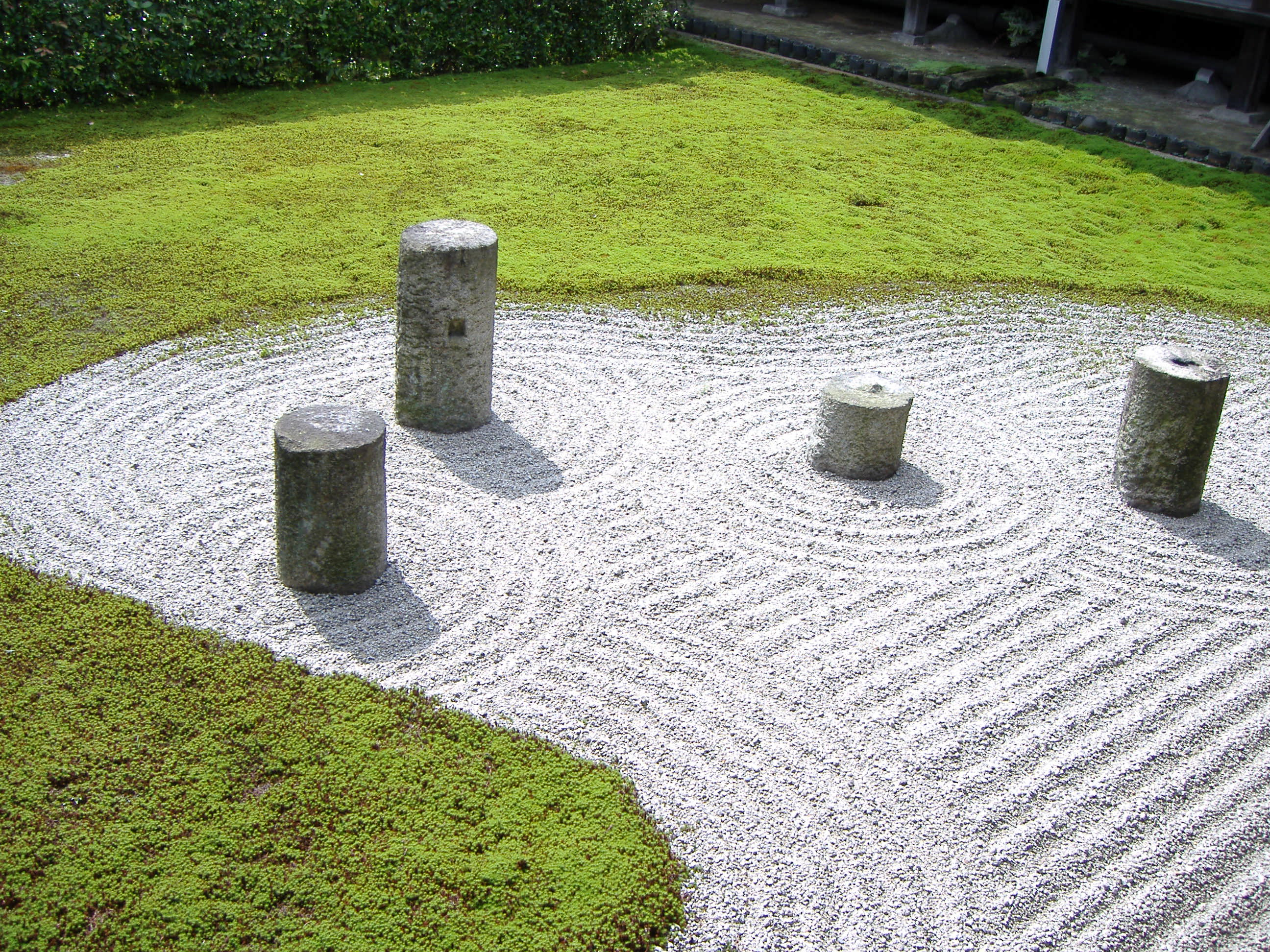
방장 동쪽 정원 (方丈東庭)
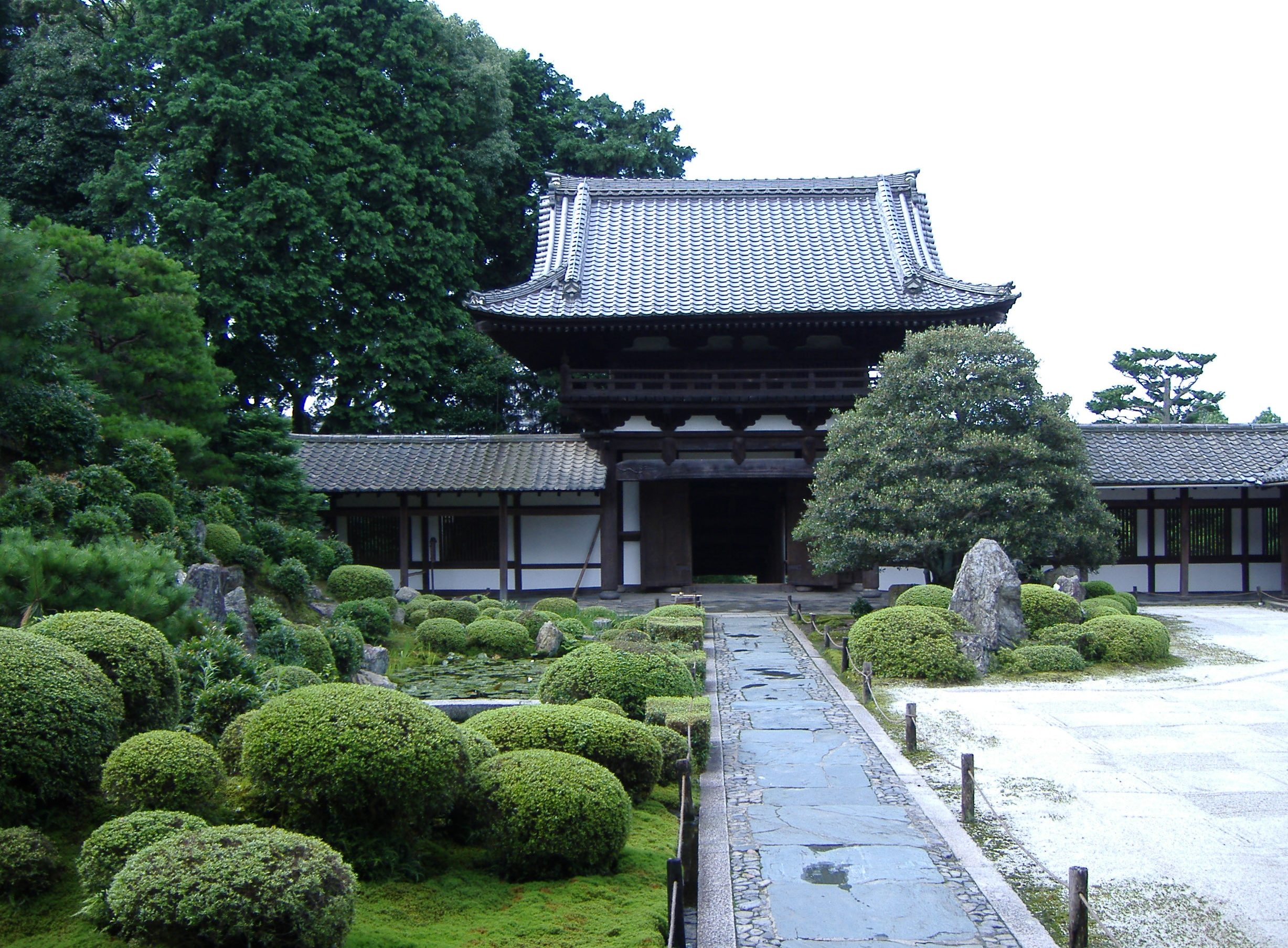
상락암 (개산당)과 누문 (常楽庵（開山堂）、楼門)
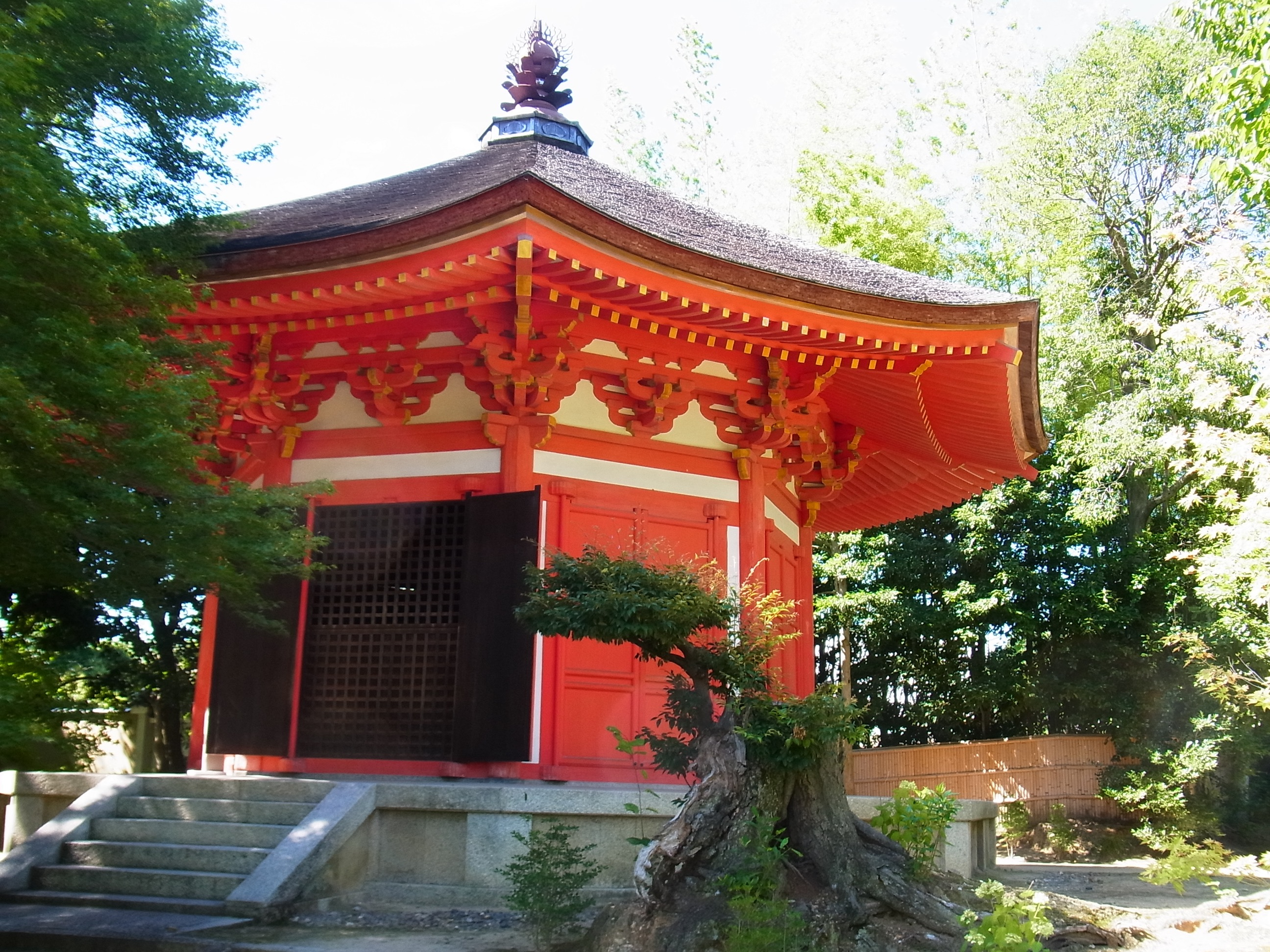
삼성사 애염당 (三聖寺愛染堂)
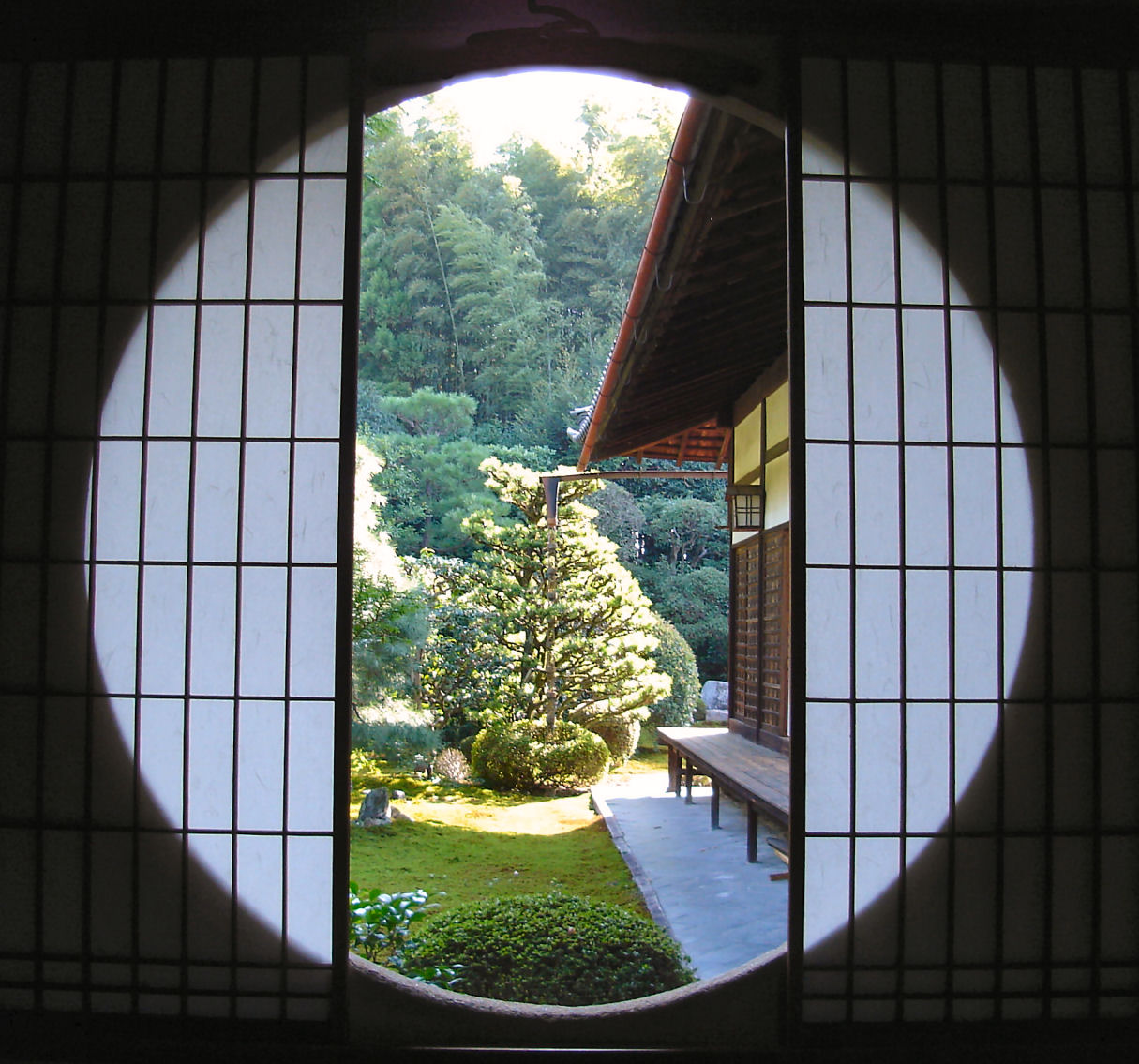
분다인의 도난정 (芬陀院の図南亭)
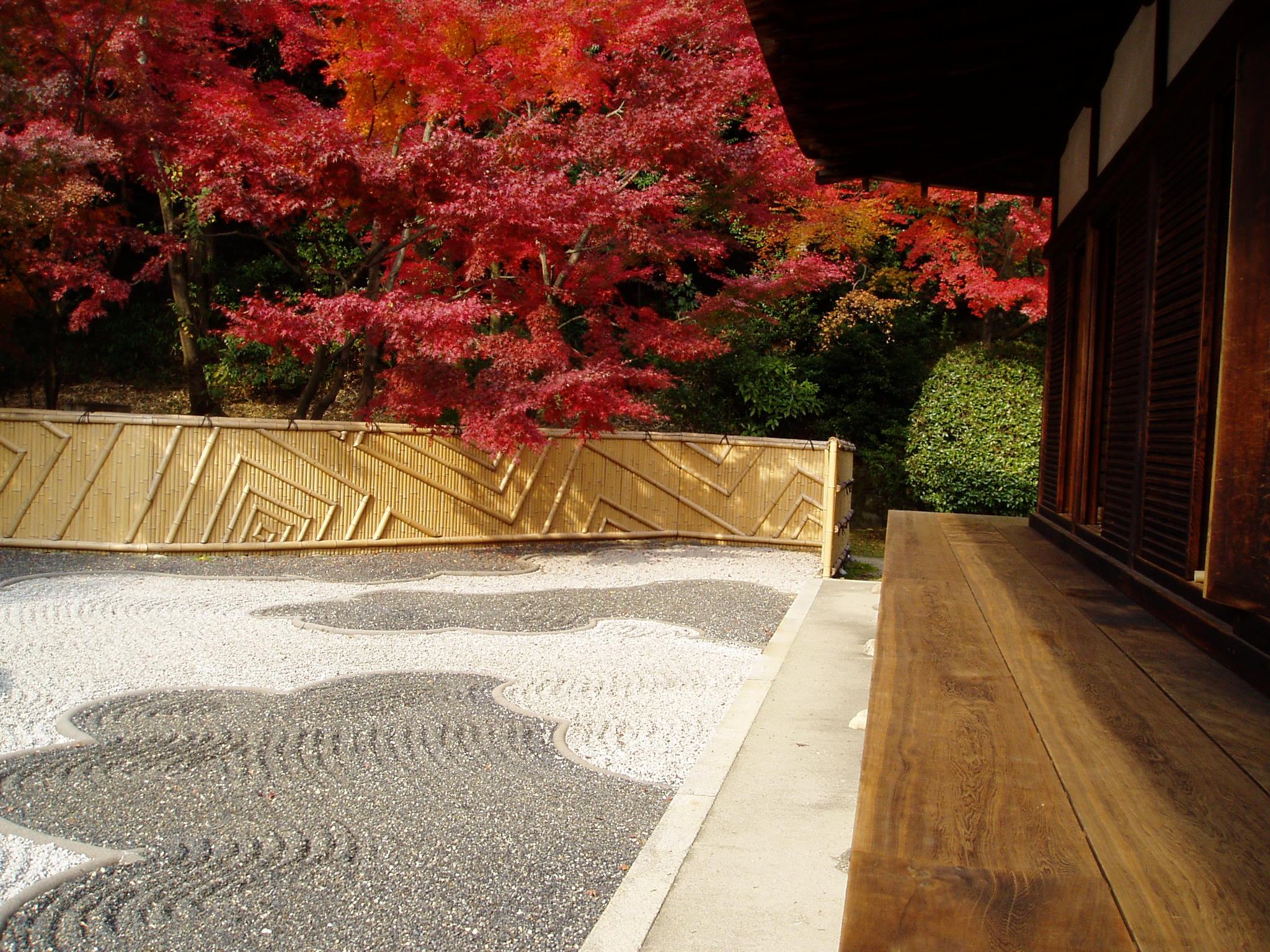
용음암 방장의 서쪽 정원 (龍吟庵方丈の西庭)
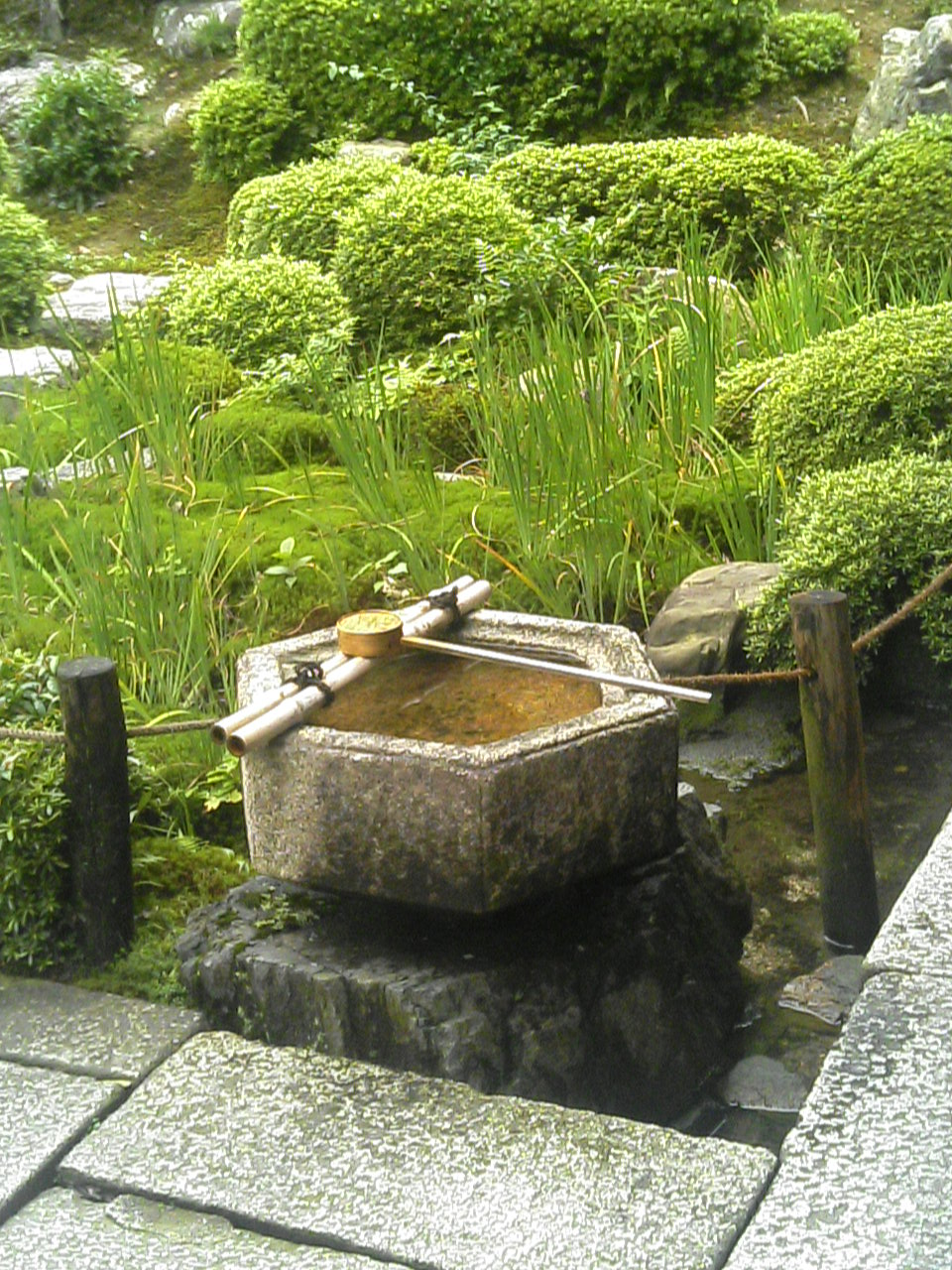
상락암 정원 (常楽庵庭園)
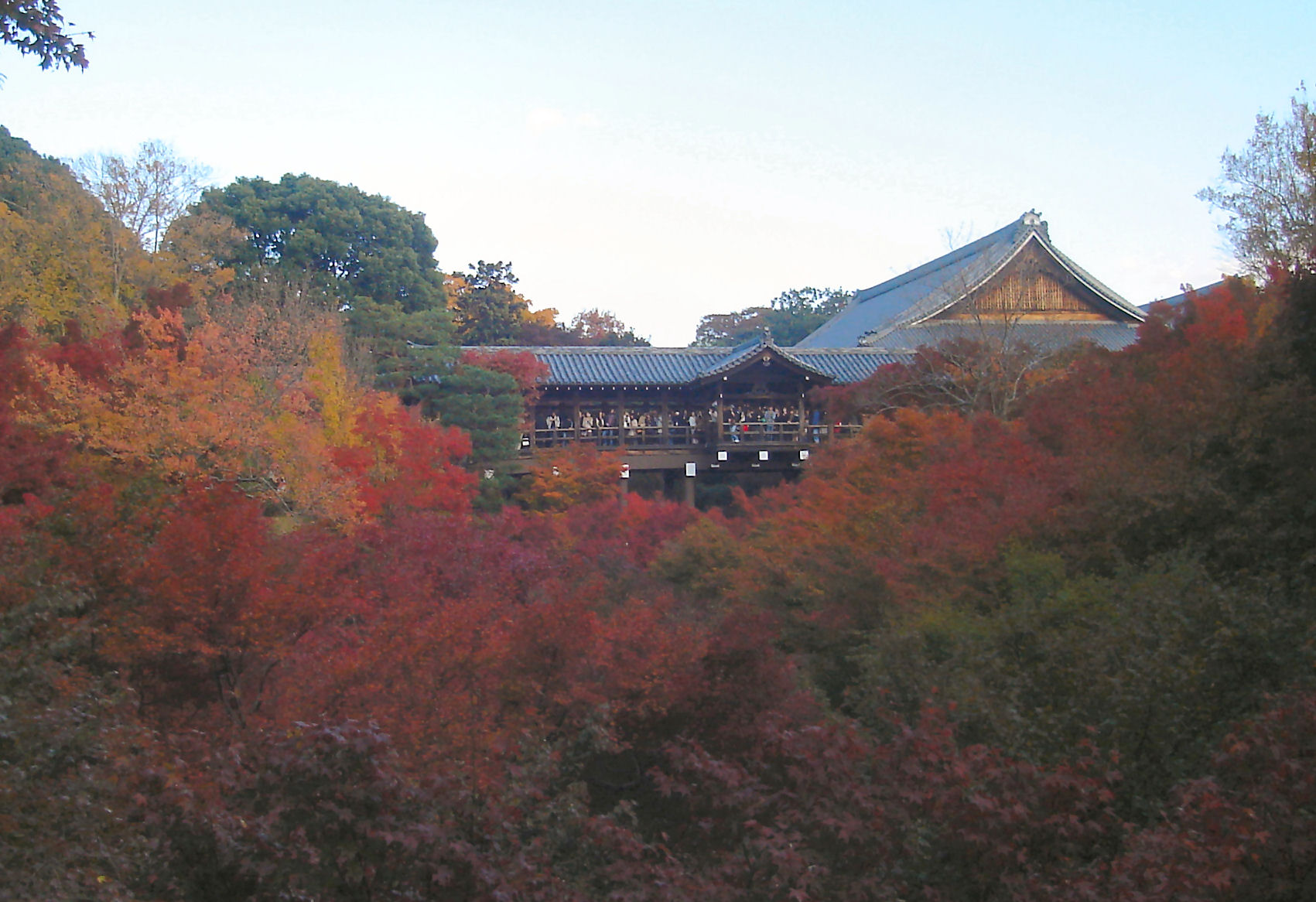
통천교의 단풍 (通天橋の紅葉)
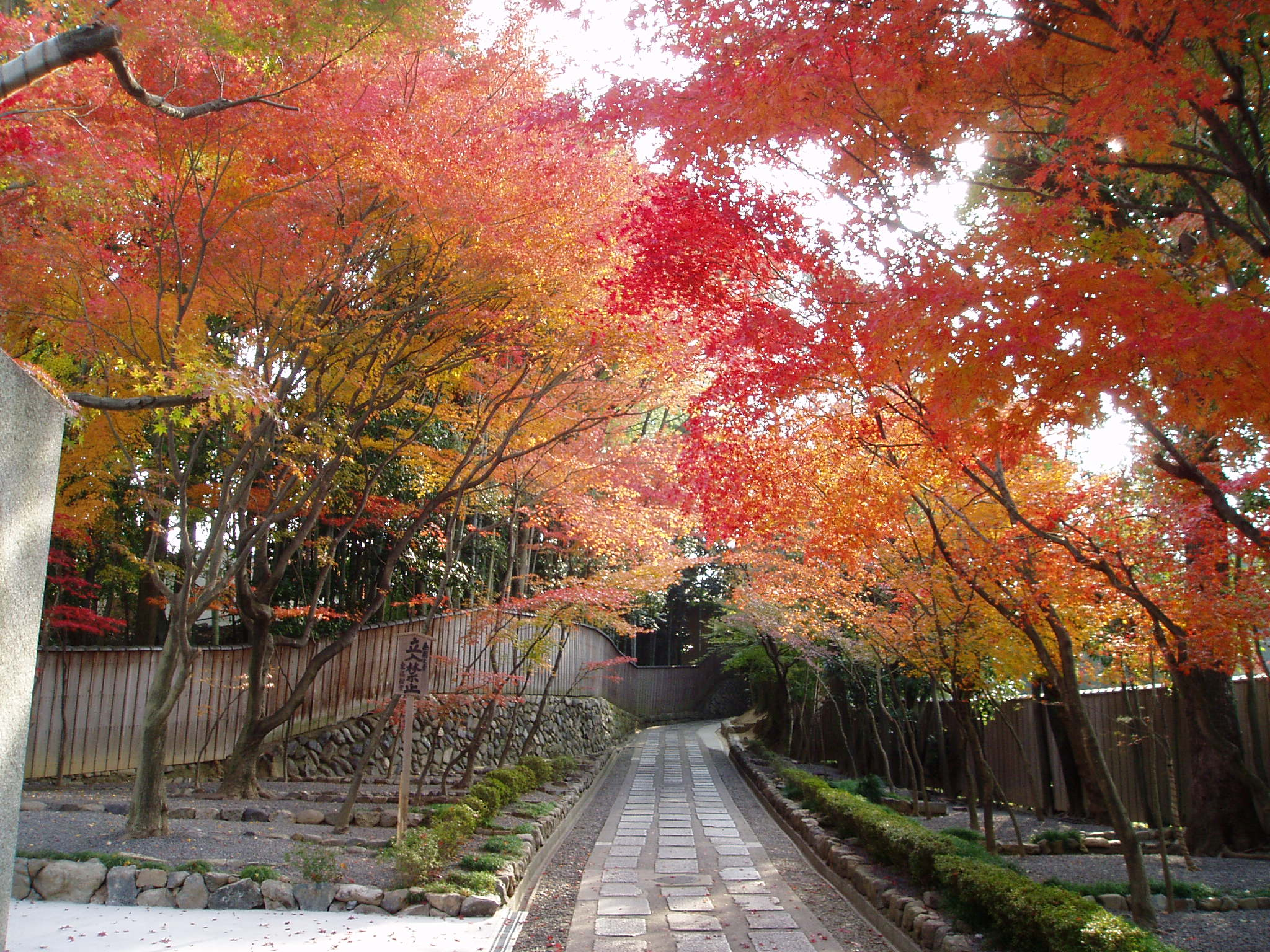
금추 (錦秋)